# Stukadoor

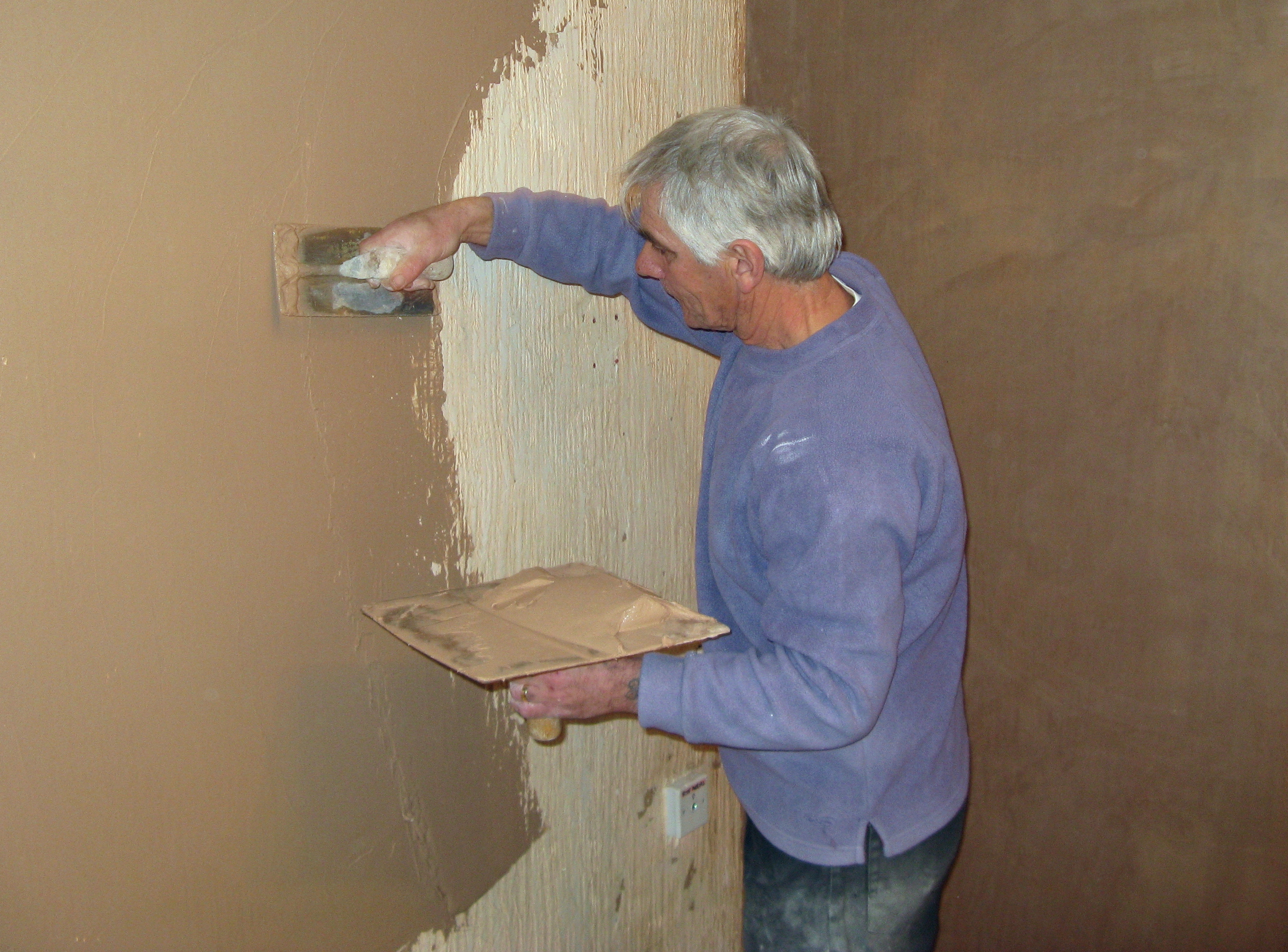
Een stukadoor aan het werk

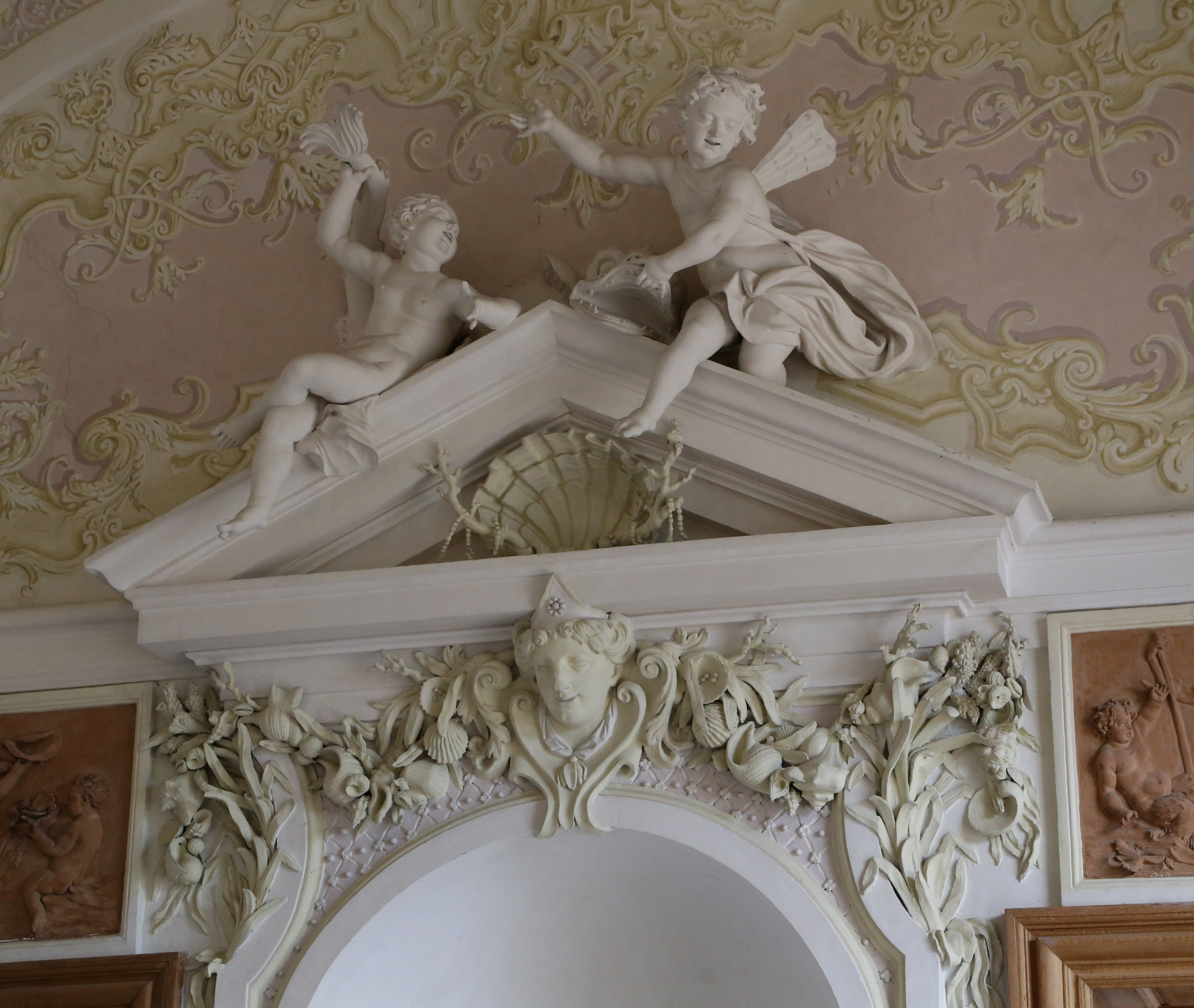
18e-eeuws stucwerk

Een stukadoor, stuc-, plak- of pleisterwerker is een vakman of -vrouw die een afwerklaag van stucwerk aanbrengt op muren en plafonds in het interieur van een gebouw. Dit kan dienen als bescherming of alleen ter verfraaiing. De afwerklaag kan bestaan uit pleister of specie van uiteenlopende samenstelling. In vroeger eeuwen, met name in de 18e eeuw, leverden gespecialiseerde stukadoors, sierstucwerkers, een belangrijke bijdrage aan de barokke decoratie van kerken, paleizen, woonhuizen en openbare gebouwen.

## Werkwĳze
Voor wanden en plafonds wordt verschillende mortel gebruikt. Vroeger was dat doorgaans een specie van cement, kalk en zand, tegenwoordig wordt meer en meer gipsmortel gebruikt. Voor het opbrengen van een laag mortel gebruikt de stukadoor een spaar- of raapbord met een raapspaan, wat nogal energie en kracht vergt van de stukadoor. De gipsmortel daarentegen kan in ruwe vorm op de muur of op het plafond aangebracht worden met een spuit, waardoor daarvoor aanmerkelijk minder lichaamskracht nodig is. Bij beide types wordt de aangebrachte mortel met een rei vlak afgestreken over van tevoren aangebrachte stucprofielen of latten. Als alles goed vlak is worden de stucprofielen verwijderd en bijgewerkt. Daarna het stucwerk afwerken met het schuurbord.
Tegenwoordig worden na de bouw muren en plafonds vlak opgeleverd waardoor dik stucwerk van gips overbodig is. Deze zogenaamde behangklare muren en vlakke plafonds worden afgewerkt met een kant-en-klare mortel, pleister geheten. Het aanbrengen noemt men pleisteren. De kant-en-klare pleister wordt door middel van het pleister spuiten aangebracht. Doordat de pleister gemakkelijk aangebracht en glad gestreken kan worden is dit minder belastend voor de stukadoor. Daarbij is deze methode ook geschikt voor het pleisteren van grote oppervlakken. De pleister droogt snel (24-48 uur), in tegenstelling tot stucwerk van gipsmortel, cementmortel of leem, waardoor sneller achter elkaar doorgewerkt kan worden.

### Aandachtspunten
Aandachtspunten bij stucwerk zijn het gelijkmatig en voor muren loodrecht aanbrengen van de specie, werken op een hechtende ondergrond (niet op houtwerk) eventueel met een voorstrijkmiddel, en juist afwerken voor het einddoel (behangen of sausen).

## Gereedschappen en materiaal
Een stukadoor maakt gebruik van de volgende gereedschappen:
- Ladder, trap, bouwsteiger, voor het werken in de hoogte.
- Vloerplakspaan of pleisterspaan spakmes: dit is een rechthoekig stuk platstaal, hierop zit een klein beugeltje gelast waarop het handvat zit bevestigd. De vloerplakspaan wordt zowel gebruikt om vloeren aan te strijken als om wanden en dergelijke glad te maken.
- Rubber schuurbord: hiermee worden, net als met een glad houten bord, muren glad gestreken, met dit verschil dat door de rubberlaag een speciaal effect wordt verkregen.
- Stukadoorstroffel: dit is eigenlijk een hulpgereedschap en wordt gebruikt om de aangemaakte specie of gips op het raapbord te doen. De troffel bestaat uit een trapeziumvormig stuk plaatstaal waar een stukje staal is opgelast (arend) of aangesmeed dat onder een hoek van 90 graden is omgezet, hierop zit het handvat vast.
- Paleerijzer: een stuk gereedschap dat wordt gebruikt voor het fijnere stucwerk. Het paleerijzer bestaat uit een stukje rond staal dat aan het ene uiteinde een platte punt heeft, als bij een schroevendraaier. De andere kant heeft ook een platte punt, maar loopt tevens spits toe. Zo kunnen verschillende handelingen met hetzelfde gereedschap worden uitgevoerd.
- Houten spaan: deze wordt gebruikt om de gipsspecie of kalk en gips pleisterspecie op de muur aan te brengen. Dit opbrengen wordt ook wel witpleisteren genoemd. De houten spaan bestaat uit een rechthoekige plank met aan een kant in het midden een handvat bevestigd.
- Raapspaan: een stalen spaan dat uit een rechthoekig stuk plaatstaal bestaat met een ijzeren strip die onder een hoek van 90 graden is gelast, hierop zit het handvat vast. Een raapspaan wordt gebruikt zoals de naam al aangeeft voor het berapen van muren.
- Spackmes: een rechthoekig metalen blad met op de brede kant een handvat, hiermee kunnen muren gepleisterd worden.
- Rei: een langwerpig stuk aluminium of hout dat wordt gebruikt om muren die gesmeerd zijn vlak te trekken. De rei voor gips is gemaakt van aluminium en de rei voor kalkspecie of kalkmortel is van hout.
- Heteluchtkanon, voor het versnellen van het droogproces.
- (Wand- en plafond)schuurmachine, schuurpapier

Daarnaast beschikt een stukadoor over de volgende materialen:
- Voorstrijk, grondeermiddel, voor hechting aan de ondergrond;
- Hoekprofielen, voor het verstevigen van hoeken;
- Wapeningsgaas, voor het afdichten van kieren en scheuren;
- Specie.

## Opleiding

### Nederland
De opleiding tot stukadoor is op mbo-niveau. Ook worden stukadoors wel intern opgeleid door de werkgever.